# أولغا بستانيديجوفا
أولغا بستانيديجوفا (مواليد 2 مايو 1979) هي لاعبة تزلج فني على الجليد سلوفاكية معتزلة، شاركت في الألعاب الأولمبية الشتوية 2002.

## روابط خارجية
- أولغا بستانيديجوفا على موقع الاتحاد الدولي للتزلج (الإنجليزية)
- أولغا بستانيديجوفا على موقع الاتحاد الدولي للتزلج (الإنجليزية)
- أولغا بستانيديجوفا على موقع الاتحاد الدولي للتزلج (الإنجليزية)
- أولغا بستانيديجوفا على موقع أوليمبيديا (الإنجليزية)